# Теория социального суждения
Теория социального суждения (англ.  Social Judgement Theory) — теория самоубеждения, разработанная Каролином Шерифом и Музафером Шерифом при участии Карла Ховланда. Теория определяется как восприятие и оценка идеи, сравнивая её с текущим мнением человека. Согласно этой теории, индивидуум взвешивает каждую новую идею, сравнивая её с нынешней точкой зрения человека, чтобы определить, где она должна быть помещена в широте отношения в сознании человека. Теория социального суждения — это подсознательная сортировка идей, которая происходит в момент восприятия информации.

## Происхождение
Теория социального суждения возникла из социальной психологии и основывается на лабораторных данных, полученных в результате экспериментов. Эти эксперименты изучали психологическую оценку физических объектов, которые в то время назывались психофизическими исследованиями. Участникам было предложено сравнить некоторые аспекты объекта, такие как вес или цвет, с другим объектом. Исследователи обнаружили, что, когда группе людей был предложен образец для сравнения, участники классифицировали объекты по отношению к образцу. Например, если в качестве образца при оценке веса использовался очень тяжелый объект, то другие объекты считались бы относительно легкими, чем если бы в качестве образца использовался очень легкий объект. Образец называется «якорем». Это исследование с участием физических объектов было использовано психосоциальной работе, в которой изучались пределы приемлемости той или иной позиции по социально значимым для участника вопросам. Вопросы включали в себя такие области, как религия и политика. Традиционное представление об отношении человека игнорирует эмоциональный аспект, а также социальным контекст, в котором формируется позиция человека.

## Краткое описание
Учитывая количество возможных установок относительно поставленного вопроса, у людей может быть широкий спектр мнений, но несмотря на это, у каждого человека все равно есть «якорь». Так как «якорь» зачастую связан c чувством идентичности, его очень сложно изменить.
Теория социального суждения состоит из 5 теорий:
1. У человека есть категории суждений, с которыми он соотносит информацию.
2. Когда человек получает информацию, он использует эти категории для оценки информации.
3. Уровень заинтересованности человека влияет на широту восприятия.
4. Человек обычно распределяет полученную информацию по категориям суждения, иногда искажая её.
5. Небольшие или незначительные различия между нашими «якорями» и тем, что предлагается, заставляют человека поменять мнение. Большие расхождения c установками человека не смогут изменить его мнение.[1]

## Принципы

### Первый принцип
Первый принцип говорит о том, что у людей есть категории суждений, с которыми они соотносят поступающую информацию. Когда человек сталкивается с ситуацией, в которой он должен принять решение, он может принять ряд возможных позиций. Например, если человека попросят внести денежный взнос в благотворительную организацию, возможные ответы варьируются от «абсолютно нет» до «безусловно». Также существуют категории отношений, которые человек может считать приемлемыми или неприемлемыми, а также диапазон, в котором не существует определённого мнения. Эти диапазоны упоминаются как широта принятия, широта неприятия и широта неопределенности, соответственно. Наиболее предпочтительная позиция человека, расположенная в широте принятия, называется «якорем».

### Второй принцип
Второй принцип гласит, что, когда люди оценивают поступающую информацию, они определяют категорию суждения, к которой она принадлежит. В вышеупомянутом примере лица с положительным отношением к благотворительности, скорее всего, поместили бы просьбу о пожертвование в пределах широты принятия. И наоборот, у тех, кто негативно относятся к благотворительности, отношение окажется в широте отказа. А отношение тех, у кого нет какого-либо определённого, сформировавшего мнения, будет в широте неопределенности.

### Третий принцип
Согласно третьему принципу, размер широты определяется уровнем личной заинтересованности в данном вопросе. Люди могут иметь или не иметь мнения относительно полученной информации, и это повлияет на то, будет ли принято или отклонено сообщение. Эти же мнения (или их отсутствие) также влияют на размеры шкалы. Чем выше уровень личной заинтересованности, тем больше становится широта неприятия. Например, у человека, которому предлагается сделать пожертвование в организацию помощи больным раком, будет больше широта принятия, если он или его близкий родственник болеет раком, по сравнению с тем, у кого нет личной связи с этой болезнью. Для этого человека необходимо участие в благотворительной деятельности, и любой другой ответ неприемлем. Таким образом, широта принятия и неопределенности будет мала по сравнению с широтой неприятия.

### Четвёртый принцип
Четвёртый принцип гласит, что люди искажают поступающую информацию в соответствии со своими суждениями. Если поступающее сообщение попадает в широту принятия или близко к «якорю», то оно будет ассимилировано c уже имеющимся мнением человека. То есть сообщение будет больше приближено к существующей позиции, чем оно есть на самом деле. Однако, когда сообщение находится относительно далеко от якоря, люди склонны противопоставлять новую информацию своей позиции, делая её ещё более отличной от реальной. В обоих случаях люди искажают поступающую информацию относительно своего «якоря». Эти искажения влияют на убедительность сообщения. Если сообщение слишком близко к якорю, произойдет ассимиляция, и оно будет истолковано как отличающееся от исходного положения. Если сообщение попадает в широту неприятия, сообщение будет истолковано как неприемлемое и впоследствии отклонено. В обоих случаях теория социального суждения говорит о том, что изменение отношения вряд ли произойдет.

### Пятый принцип
Пятый принцип говорит о том, что оптимальное убеждение происходит в том случае, если расхождения между «якорем» и предлагаемым сообщением незначительны. В таких случаях не будет ассимиляция или отторжение, что позволяет принять к рассмотрению информацию. В этом случае возможно изменить отношение.

## Выводы
Главным следствием теории социального суждения является то, что человека сложно убедить. Убеждение возможно только при условии, что сообщение попадает в широту принятия, но на удаленном расстоянии от «якоря». Таким образом, информация не будет ассимилирована или отвергнута. Необходимо также учитывать личную заинтересованность реципиента сообщения. Это говорит о том, что даже успешные попытки убеждения приведут к незначительным изменениям в отношении.

## Критика
Данная теория также имеет некоторые ограничения или недостатки.
Во-первых, в теории социального суждения не говорится о содержании сообщения. Существует много свидетельств того, что некоторые сообщения, такие как доказательства или приводимые аргументы, влияют на силу убеждения. Теория социального суждения не учитывает ни одну из этих важных характеристик сообщения. Возможно, например, что сообщение, которое попадает в широту отклонения, не может быть отклонено, если оно подкреплено аргументацией в отношении его положения. Сообщения, которые крайне расходятся с позицией человека скорее всего будут отклонены. Однако некоторые сообщения, которые попадают в другие части широты неприятия, могут быть убедительными, если сообщение является сильным.
Во-вторых, теория социального суждения игнорирует влияние авторитетности источника, что является ещё одним фактором, который может повлиять на изменение отношения.
В-третьих, что широты отражают лишь общую возможность убеждения человека. Люди, которых относительно легко убедить, имеют широкие широты принятия, в то время как те, кого трудно убедить, имеют широкие широты неприятия. Существуют также вопросы о том, как измеряется личная заинтересованность человека.